# Habenaria insularis
Habenaria insularis är en orkidéart som beskrevs av Rudolf Schlechter. Habenaria insularis ingår i släktet Habenaria och familjen orkidéer. Inga underarter finns listade i Catalogue of Life.